# おちゃめなふたご クレア学院物語
『おちゃめなふたご クレア学院物語』（おちゃめなふたご クレアがくいんものがたり）は、イーニッド・ブライトンの『おちゃめなふたご』シリーズを原作にした、日本のテレビアニメ。1991年（平成3年）1月5日から同年11月2日に日本テレビ系三井不動産アニメワールド枠で放送された。全26話。原作にはない話・人物がある。

## 概要
1995年以降の再放送時には、OP、EDの制作会社が表記される分を本編映像を使用して「キョクイチ東京ムービー」と修正されていた。
1998年にNHK衛星第2放送『衛星アニメ劇場』とCSホームドラマチャンネルなどで再放送された。
本放送の第1話は、再放送とビデオとでは構成が異なり、本放送ではOPの前にサブタイトルが表示されるまでのアバンタイトルがある。
2013年にはKBS京都及びTOKYO MXで再放送を行った。

## 登場キャラクター
パトリシア・サリバン（パット）
声 - 日髙のり子
イザベル・サリバン
声 - 原えりこ
サリバン氏
声 - キートン山田
サリバン夫人
声 - 弘中くみ子
ヒラリー・ウエントワース
声 - 島本須美
ジャネット・ロビンズ
声 - 江森浩子
キャサリン・グレゴリー
声 - ならはしみき
ドリス・エルワード
声 - 深雪さなえ
シェイラ・ネイラ
声 - 荒木香恵
ジョーン
声 - 高乃麗
ウィニフレッド・ジェームス
声 - 潘恵子
ベリンダ・タワー
声 - 南央美
ヴェラ・ジョーンズ
声 - 篠原恵美
パメラ・ボードマン（パム）
声 - 大谷育江
テシー
声 - 高山ゆかり
アリスン・サリバン
声 - 伊倉一寿
リタ・ジョーンズ
声 - 松岡洋子
ケティ
声 - 安藤ありさ
マーゴット
声 - 吉田美保
マデリーヌ
声 - 神田和佳
コリン
声 - 亀井芳子
院長先生（テオ・ボールド）
声 - 翠準子
フェリシア・ロバート先生
声 - 松島みのり
マドモアゼル
声 - 山本嘉子
寮母先生
声 - 竹口安芸子
ケネディ先生
声 - 中谷ゆみ
ルイス先生
声 - 小林優子
トーマス先生
声 - 安永沙都子
ウォーカー先生
声 - 鈴木富子
ネイラー夫人
声 - さとうあい
ウエントワース氏
声 - 玄田哲章
ウエントワース夫人
声 - 増山江威子
スティーブ
声 - 緑川光
グラディス・ヒルマン
声 - 河原佳代子
ヒルマン夫人
声 - 堀越真己

## スタッフ
- 企画 - 武井英彦(NTV)
- プロデューサー - 伊藤響(NTV)、尾﨑穏通(TMS)
- キャラクター・デザイン - 関修一
- 総作画監督 - 平山智
- 美術監督 - 水谷利春
- 撮影監督 - 高橋宏固
- 録音監督 - 山田悦司
- 音楽監督 - 鈴木清司
- 編集 - 鶴渕允寿
- 文芸担当 - 小野田博之
- 制作担当 - 吉岡昌仁
- チーフ・ディレクター - 奥脇雅晴
- 音楽 - 川崎真弘
- 主題歌 - 斎藤英夫、安田信二
- 企画制作 - 日本テレビ
- 制作 - 東京ムービー新社

## 主題歌
オープニングテーマ「勉強の歌」
作詞・歌 - 森高千里 / 作曲 - 斉藤英夫
エンディングテーマ「いつまでも」
作詞・歌 - 森高千里 / 作曲 - 安田信二

## 放映リスト
| 話数 | サブタイトル              | 脚本     | 絵コンテ          | 演出           | 作画監督   | 放映日        |
| ---- | ------------------------- | -------- | ----------------- | -------------- | ---------- | ------------- |
| 1    | クレア学院って大嫌い      | 島田満   | 奥脇雅晴          | 中野頼道       | 平山智     | 1991年 1月5日 |
| 2    | 見て! 私のラクロス        | 山崎晴哉 | 岡崎幸男          | 小林孝志       | 平山智     | 1月12日       |
| 3    | 嘆きのマドモアゼル        | 翁妙子   | 坂田純一          | 中野頼道       | 平山智     | 1月19日       |
| 4    | いたずらジャネット        | 島田満   | 岡崎幸男          | 岡崎幸男       | 平山智     | 1月26日       |
| 5    | 真夜中のパーティー        | 翁妙子   | あおやまひろし    | あおやまひろし | 平山智     | 2月2日        |
| 6    | かわいそうなキャサリン    | 翁妙子   | 尾鷲英俊          | 中野頼道       | 平山智     | 2月9日        |
| 7    | がんばれ! ケネディ先生    | 島田満   | 奥脇雅晴          | 山本泰一郎     | 佐々木恵子 | 2月16日       |
| 8    | 四つのプレゼント          | 山崎晴哉 | 岡崎幸男          | 岡崎幸男       | 平山智     | 2月23日       |
| 9    | シェイラの秘密            | 翁妙子   | 奥脇雅晴          | 小林孝志       | 平山智     | 3月2日        |
| 10   | みんなで校則やぶっちゃえ! | 山崎晴哉 | 尾鷲英俊          | 中野頼道       | 平山智     | 3月9日        |
| 11   | イザベルがカンニング!?    | 島田満   | 小林孝志          | 山本泰一郎     | 佐々木恵子 | 3月16日       |
| 12   | 大ピンチ! 代役は誰に      | 翁妙子   | 岡崎幸男          | 岡崎幸男       | 平山智     | 3月23日       |
| 13   | さようならケネディ先生    | 島田満   | 横田和善 中野頼道 | 中野頼道       | 山本泰一郎 | 3月30日       |
| 14   | 宿題を燃やしちゃった!     | 山崎晴哉 | 酒井明雄          | 酒井明雄       | 平山智     | 4月20日       |
| 15   | 素敵なロバート先生        | 翁妙子   | 横田和善          | 山本泰一郎     | 佐々木恵子 | 4月27日       |
| 16   | 朝まで討論会!             | 山崎晴哉 | 中野頼道          | 中野頼道       | 平山智     | 5月4日        |
| 17   | 誕生日に大ゲンカ!         | 翁妙子   | 岡崎幸男          | 岡崎幸男       | 山本泰一郎 | 5月25日       |
| 18   | タロット占い大流行!       | 島田満   | 横田和善          | 横田和善       | 平山智     | 6月29日       |
| 19   | やめないで、ヒラリー!     | 島田満   | 奥脇雅晴          | 山本泰一郎     | 佐々木恵子 | 7月20日       |
| 20   | 水着でボンジュール        | 山崎晴哉 | さかいあきお      | さかいあきお   | 平山智     | 8月3日        |
| 21   | ウォーカー先生の贈り物    | 翁妙子   | 中野頼道          | 中野頼道       | 平山智     | 9月21日       |
| 22   | 走れ! グラディス          | 翁妙子   | 尾鷲英俊          | 中野頼道       | 平山智     | 10月5日       |
| 23   | あっ! 歴史が変っちゃう!?  | 山崎晴哉 | 奥脇雅晴          | 山本泰一郎     | 佐々木恵子 | 10月12日      |
| 24   | みんなでダイエット!       | 島田満   | 奥脇雅晴          | 岡崎幸男       | 平山智     | 10月19日      |
| 25   | ビンクスを返して!         | 山崎晴哉 | 中野頼道          | 中野頼道       | 平山智     | 10月26日      |
| 26   | ありがとう クレア学院     | 島田満   | 奥脇雅晴          | 山本泰一郎     | 平山智     | 11月2日       |

## 海外版
海外版には、ドイツ語版（Hanni und Nanni）、フランス語版（Les Jumelles de St-Clare）、スペイン語版（Las Gemelas de St. Claire）、ポルトガル語版（As Gémeas de Santa Clara）、イタリア語版（Una scuola per cambiare）、タガログ語版などがある。

### ドイツ語版
ドイツでは1998年（平成10年）5月22日から同年9月9日までHanni und Nanniという題名でKinderkanalで放送された。また、2000年（平成12年）から2001年（平成13年）にドイツ語版のビデオが発売されている。ただし映像方式の違いにより、日本国内での視聴には対応の再生機器が必要である。
1. Hanni und Nanni 1 - Folge 1: Wir wollen nicht nach St. Clare/Folge 2: Ein guter Schuss, Hanni!
2. Hanni und Nanni 2 - Folge 3: Ärger mit Mademoiselle/Folge 4: Die arme Miss Kennedy
3. Hanni und Nanni 3 - Folge 5: Das grose Mitternachtsfestessen/Folge 6: Ein sehr verwirrtes Mädchen
4. Hanni und Nanni 4 - Folge 7:Es ist nie zu spät, sich zu ändern/Folge 8:Vier Mädchen und ein Gedanke
5. Hanni und Nanni 5 - Folge 9: Sheilas Geheimnis/Folge 10: Kathleens Geheimnis
6. Hanni und Nanni 6 - Folge 11: Ein Schock für Nanni/Folge 12: Sheilas grosser Auftritt

また、2007年（平成19年）から2008年（平成20年）にDVDが発売されている。ただし映像方式の違いにより、日本国内での視聴には対応の再生機器が必要である。
1. Hanni und Nanni, Folge 01+02: Wir wollen nicht nach St. Clare/Ein guter Schuss, Hanni!
2. Hanni und Nanni, Folge 03+04: Ärger mit Mademoiselle/Die arme Miss Kennedy
3. Hanni und Nanni, Folge 05+06: Das grose Mitternachtsfestessen/Ein sehr verwirrtes Mädchen
4. Hanni und Nanni, Folge 07+08: Es ist nie zu spät, sich zu ändern/Vier Mädchen und ein Gedanke

### フランス語版
フランスでは1997年（平成9年）にLes Jumelles de St-Clareという題名でTeletoonで放送された。また、2006年（平成18年）にDVDが発売されている。ただし映像方式の違いにより、日本国内での視聴には対応の再生機器が必要である。

### イタリア語版
イタリアでは1994年（平成6年）にUna scuola per cambiareという題名でItalia 1で放送された。

### スペイン語版
スペインでは1998年（平成10年）にLas Gemelas de St. Claireという題名でAntena 3で放送された。また、同国内のカタルーニャ州では同年にLes Bessones a St Clare'sという題名でTV3でカタルーニャ語版が放送された。